# Scott Sealy
Pour les articles homonymes, voir Sealy (homonymie).
Scott Sealy, né le 4 juin 1981 à Chaguanas,  est un footballeur international trinidadien. Durant sa carrière il évolue au poste d'ailier dans différents clubs de MLS et en Israël ainsi qu'avec la sélection trinidadienne.

## Palmarès
- Vainqueur de la Toto Cup en 2009